# Província de Ialomița
La província de Ialomița (IPA: [ja.lo.'mi.ʦa]) és un județ, una divisió administrativa de Romania, a Muntènia, amb capital a Slobozia.

## Límits
- Província de Constanța a l'est.
- Província d'Ilfov a l'oest.
- Província de Brăila, província de Buzău i província de Prahova al nord.
- Província de Călărași al sud.

## Demografia
El 2002, tenia 296,572 i una densitat de població de 67 h/km².
Els romanesos són el 95,6% de la població, i la minoria més important són els gitanos (4,1%).
| Any  | Població |
| ---- | -------- |
| 1948 | 244,750  |
| 1956 | 274,655  |
| 1966 | 291,373  |
| 1977 | 295,965  |
| 1992 | 306,145  |
| 2002 | 296,572  |

## Divisió Administrativa
La Província té 3 municipalitats, 4 ciutats i 57 comunes.

### Municipalitats
- Slobozia - capital; població: 56,913
- Fetești
- Urziceni

### Ciutats
- Amara
- Căzănești
- Fierbinți-Târg
- Țăndărei

### Comunes
| - Adâncata - Albeşti - Alexeni - Andrăşeşti - Armăşeşti - Axintele - Balaciu - Bărbuleşti - Bărcăneşti - Borăneşti - Borduşani - Brazii - Bucu - Bueşti | - Căzăneşti - Ciocârlia - Ciochina - Ciulniţa - Cocora - Cosâmbeşti - Coşereni - Crăsanii de Sus - Crăsanii de Jos - Drăgoeşti - Dridu - Făcăeni - Gârbovi - Gheorghe Doja | - Gheorghe Lazăr - Giurgeni - Grindu - Griviţa - Gura Ialomiţei - Ion Roată - Jilavele - Maia - Malu - Manasia - Mărculeşti - Mihail Kogălniceanu - Miloşeşti - Moldoveni | - Ialomiţa - Moviliţa - Munteni-Buzău - Ograda - Orboieşti - Perieţi - Platoneşti - Reviga - Roşiori - Sălcioara - Sărăţeni - Săveni - Scânteia - Sfântu Gheorghe | - Sineşti - Sinteşti - Stelnica - Sudiţi - Traian - Valea Ciorii - Valea Măcrişului - Vlădeni |